# NGC 3928
NGC 3928 is een elliptisch sterrenstelsel in het sterrenbeeld Grote Beer. Het hemelobject werd op 9 februari 1788 ontdekt door de Duits-Britse astronoom William Herschel.

## Synoniemen
- UGC 6834
- IRAS11491+4857
- MCG 8-22-19
- ZWG 243.19
- MK 190
- PGC 37136